# Chico Air Museum

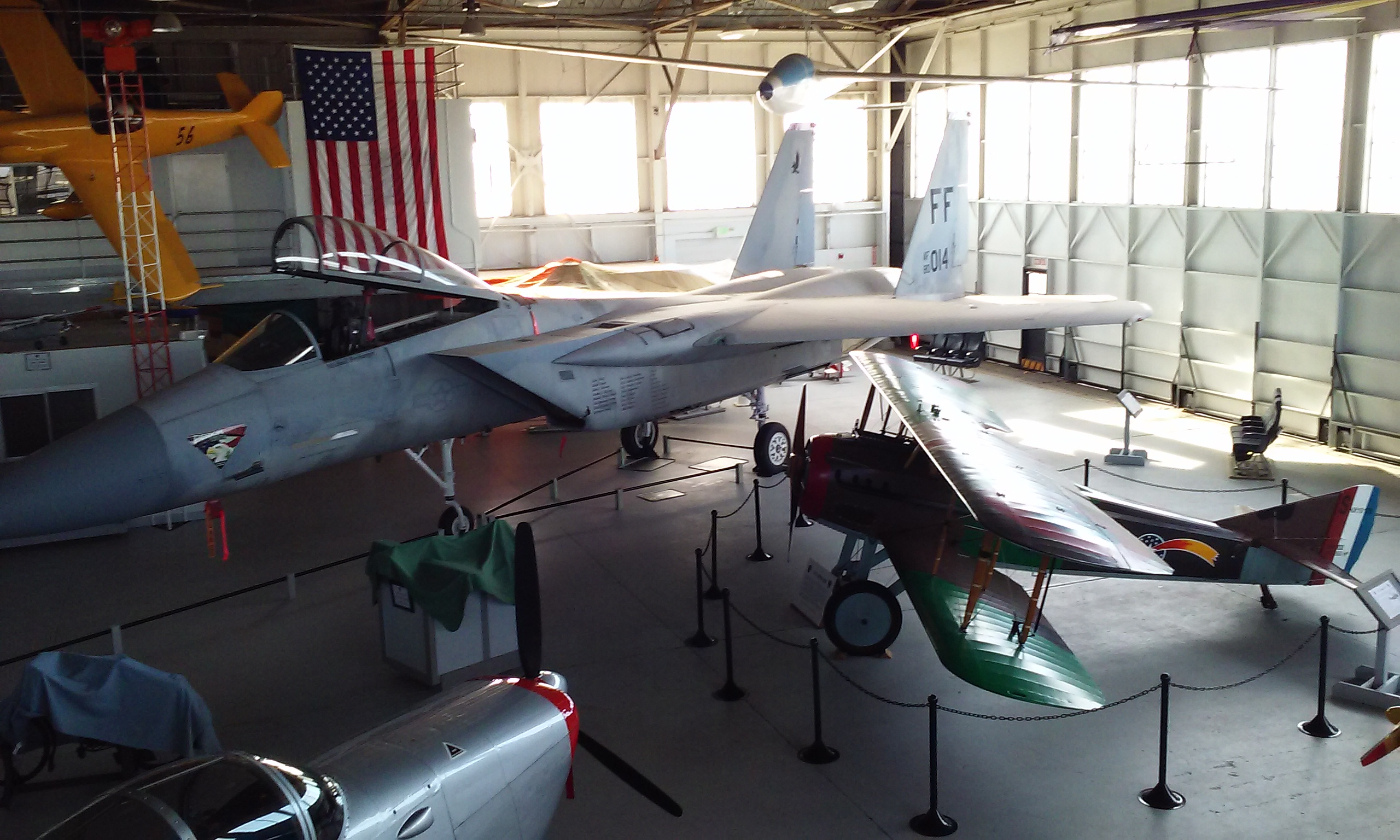
Blick in das Museum

Das Chico Air Museum ist ein Luftfahrtmuseum in Chico im US-Bundesstaat Kalifornien.

## Geschichte

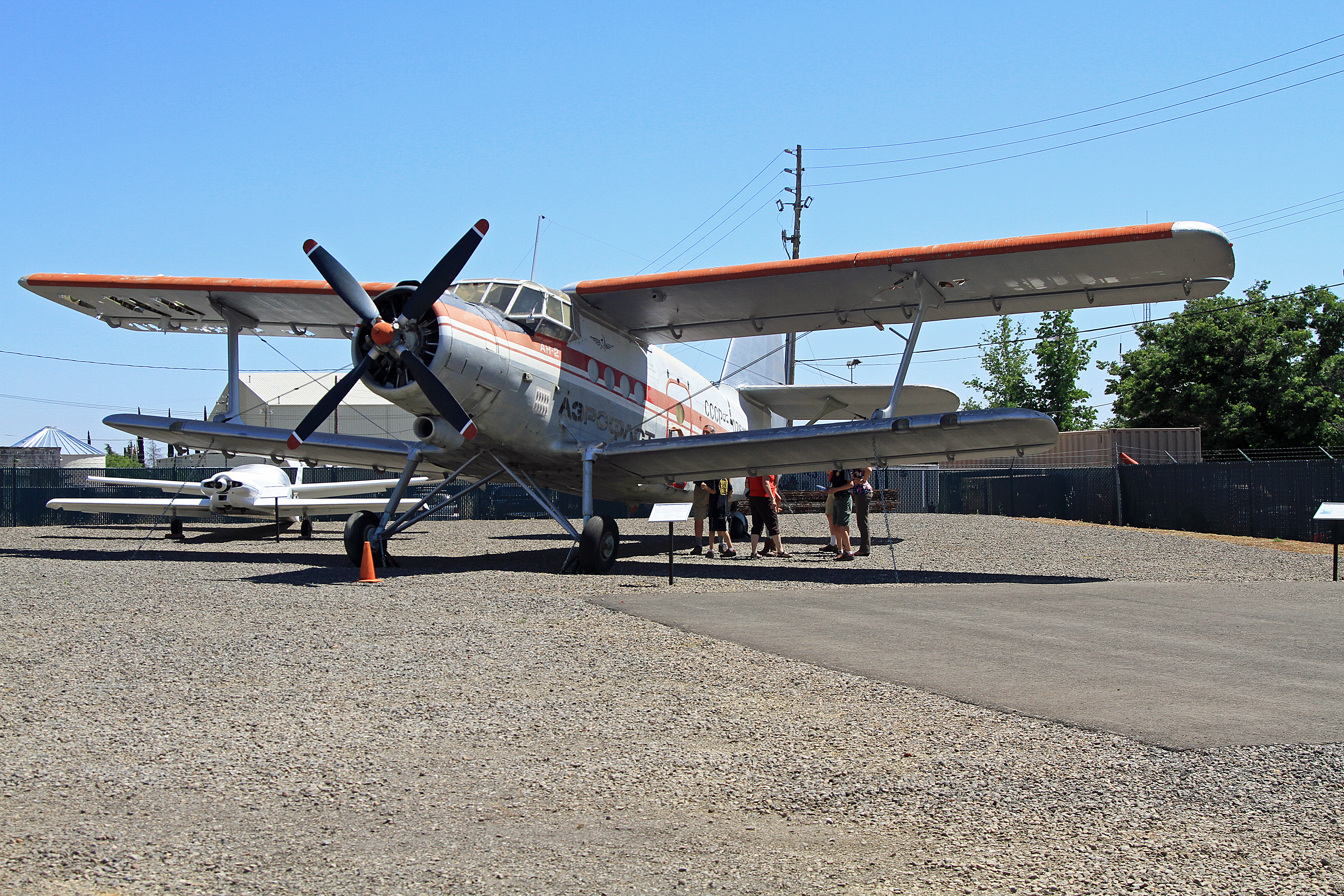
Antonow An-2

Sechs einheimische Luftfahrt-Enthuasiasten, Vic Alvistur, Jim Babcock, Brian Baldridge, Norm Rosene, Gary Thompson und Noel Wheeler, gründeten im Jahr 2004 das gemeinnützige Chico Air Museum. Ihr vorrangiges Anliegen war es, an die örtliche Luftfahrtgeschichte zu erinnern. Im gleichen Jahr erhielten sie die ersten beiden Flugzeug-Spenden: einen US-amerikanischen U-Boot-Jäger Lockheed P-2 Neptune und eine russische Antonow An-2, den größten einmotorigen Doppeldecker der Welt. Das Museum wurde in einem Gebäude des Chico Municipal Airport, etwa sechs Kilometer von der Innenstadt Chicos entfernt, eingerichtet und im Mai 2005 der Öffentlichkeit zugänglich gemacht. Im Lauf der Jahre vergrößerte sich das Museum ständig. Im Jahr 2015 erfolgte der Umzug in einen größeren Hangar des Flughafens, der während des Zweiten Weltkriegs erbaut und von den Army Air Corps genutzt wurde.

## Ausstellung
Neben Flugzeugen umfassen die Ausstellungen des Museums historische Uniformen, Luftfahrtdokumente und Flugprotokolle sowie Exponate aus der Luft- und Raumfahrtgeschichte. Besonderes Augenmerk wird zudem darauf gelegt, viele der gezeigten Ausstellungsstücke auch Kindern zugänglich zu machen.

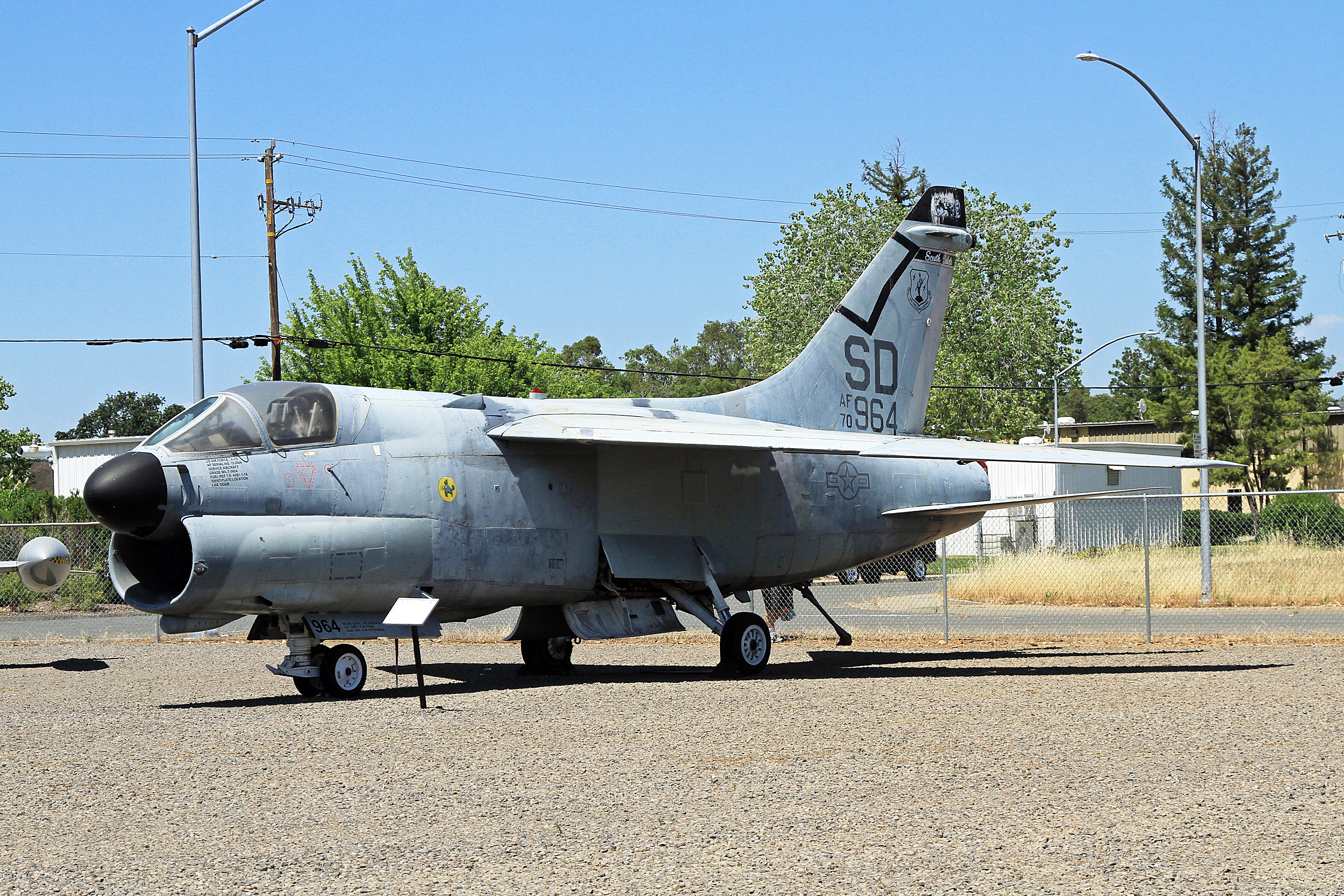
A-7 Corsair II

Die Flugzeug- und Hubschraubersammlung des Museums umfasst (Stand 2020/21) 19 Exemplare:
- Thorp T-211
- Antonow An-2
- Bell 47
- Culver Cadet LCA
- Ling-Temco-Vought A-7 Corsair II
- Aero L-29 Delfin
- EAA Doppeldecker
- Grumman AF-2S Guardian
- Lockheed P2V-7
- Lockheed T-33
- McDonnell Douglas F-15C Eagle
- North American F-86 Sabre
- Piasecki H-21
- Pitts Model 12
- Rotary Air Force RAF 2000
- Schreder HP Segelflugzeug
- SPAD S.XIII
- Taylor Titch
- Vultee BT-13 Valiant

## Sonstiges

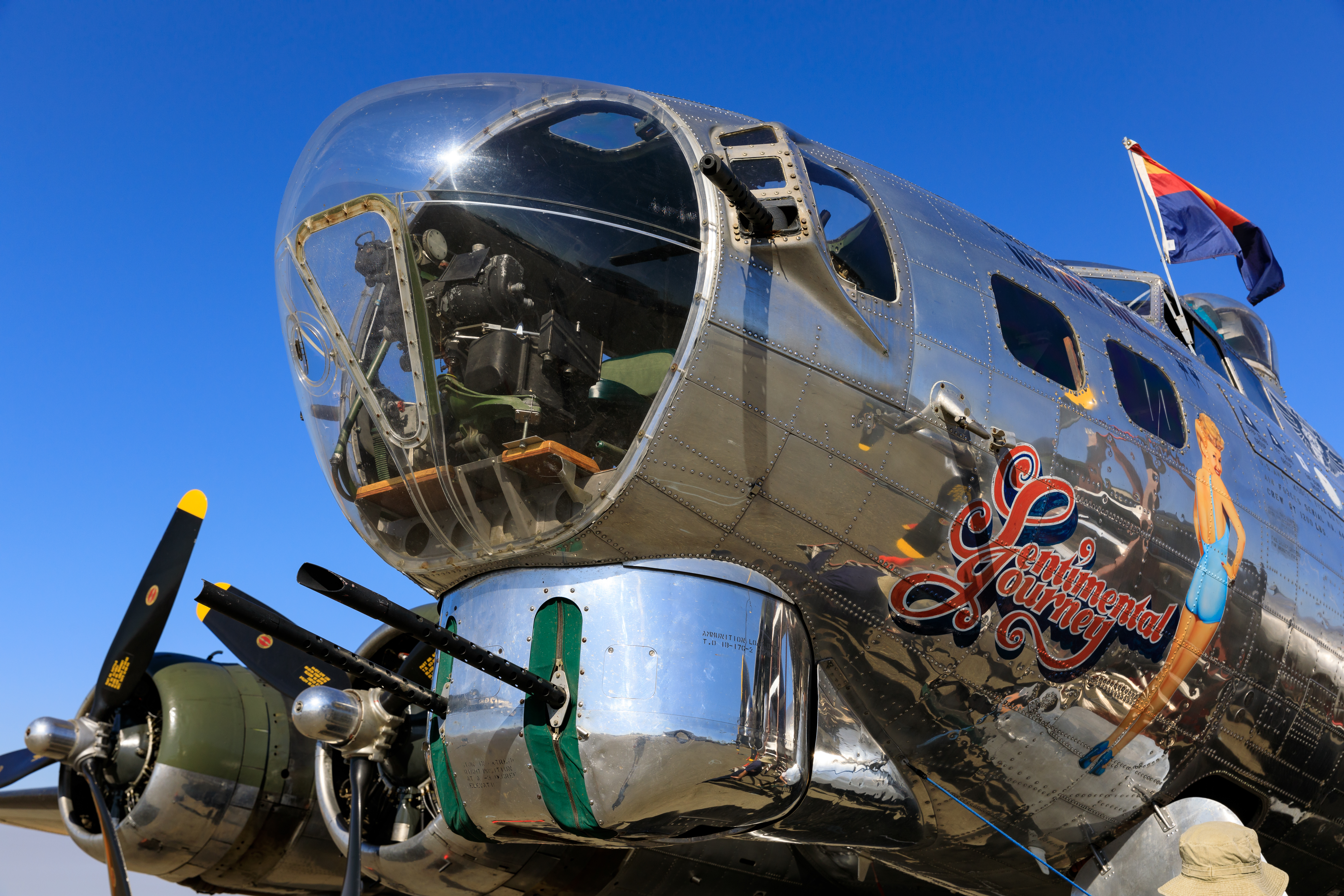
B-17G Sentimental Journey 2021 in Chico

Im September 2021 konnte eine Boeing B-17G im Chico Air Museum besichtigt werden, die dort Station auf einer Rundreise durch die Vereinigten Staaten machte. Das Flugzeug, das heute den Namen Sentimental Journey trägt, ist eines der letzten flugfähigen Exemplare in den USA und war in den 1960er und 1970er Jahren in Chico als Löschflugzeug im Einsatz.